# معتمدية العمران
معتمدية العمران إحدى معتمديات الجمهورية التونسية، تابعة لولاية تونس.